# Convento dei Cappuccini (Tocco da Casauria)
Il convento dei Cappuccini è un edificio religioso cattolico di Tocco da Casauria ubicato in Largo Luigi Menna.
Costruito per i frati minori cappuccini assieme ad una chiesa dedicata a Sant'Antonio da Padova e conosciuta come Chiesa di Sant’Antonio da Padova ai Cappuccini per distinguerla da un'omonima chiesa presente in paese vicino al cimitero (chiesa di Sant'Antonio al cimitero), l'edificio risale fra la fine del XVI e gli inizi del XVII secolo; fu consacrato nel 1621.
Il convento oggi è inagibile e la chiesa è stata chiusa per i danni del terremoto dell'Aquila del 2009.

## Storia
I frati minori cappuccini arrivarono a Tocco da Casauria nel 1585 quando in paese vi erano già altri gruppi di francescani, ovvero i frati minori conventuali nella chiesa di San Francesco (oggi chiesa di San Domenico) ed i frati minori osservanti nel convento dell'Osservanza (Santa Maria del Paradiso). Il popolo toccolano fece molte istanze per avere anche un gruppo di cappuccini in paese e quindi, l'allora signore di Tocco, Ferrante d'Afflitto, fece costruire per loro un convento con annessa chiesa, fuori dalle mura vicino alla strada che dalla Via Tiburtina Valeria sale in paese. La chiesa fu dedicata a Sant'Antonio da Padova e nel 1621 fu consacrata dall'arcivescovo di Chieti Marsilio Petruccio. L'uliveto che allora circondava il convento fu spesso scelto come sede di riunione per i capitoli provinciali, come quelli del 26 aprile 1616, 9 maggio 1659, 28 aprile 1667, 15 maggio 1679, 28 settembre 1714 e 9 ottobre 1744.
Durante la peste del 1656 a Tocco fece circa dalle 25 alle 30 vittime al giorno per un totale di 590 morti. In quel periodo i frati cappuccini assistettero gli appestati di casa in casa prestando loro aiuto, e questo costò la vita ad 8 frati che morirono anch'essi appestati.
I terremoti del 1703 e 1706 danneggiarono a Tocco da Casauria anche il convento e la chiesa dei cappuccini, ma le lesioni all'interno del complesso monastico furono subito riparate.
Nel 1728 i fratelli laici fra Pietro d'Ascoli e fra Andrea da San Donato cominciarono la lavorazione dell'altare maggiore e del tabernacolo ligneo che vi collocarono sopra nel 1735.
Nel Settecento e nell'Ottocento nel convento vi fu anche uno studio dedicato alla teologia, fatto confermato da un manoscritto del 25 dicembre 1835 che fa sapere anche il numero di religiosi presenti: 6 sacerdoti, 6 chierici teologi e 4 fratelli laici.
Durante l''epidemia di colera diffusasi nel Regno di Napoli tra 1834 e 1836,  il convento fu adibito ad ospedale per i malati di colera.
Nel 1866, in seguito alle Leggi Siccardi emanate dal governo del Regno d'Italia, il convento fu chiuso e passato di proprietà al demanio pubblico che ne fece un asilo infantile.
Nel 1979 vi si effettuarono lavori di ripulitura e tinteggiatura che riportarono alla luce delle decorazioni (in totale 12) che incorniciano dei crocifissi in pietra poggianti sopra un semicerchio (anch'esso in pietra) su cui sono incisi nomi di apostoli e santi. Originariamente esse erano probabilmente 14 e stavano ad indicare le stazioni della Via Crucis.
Intorno agli anni novanta parte del convento era adibito ad ospedale civile ed un'altra parte ad asilo nido, mentre la chiesa era usata dai frati minori osservanti del convento dell'Osservanza, ma venne successivamente abbandonato (prima della chiesa).
Dal 2009 la chiesa è chiusa a causa dei danni causati dal terremoto del Terremoto dell'Aquila.

## Descrizione

### Chiesa

#### Esterno
La facciata della chiesa ha un portico con quattro archi a tutto sesto fatti in tufo. Sulla parete della facciata ci sono due affreschi con delle iscrizioni, una recita recita:

ILL.mus et R.us MARSILIUS PETRUTIUS ARCHIEP.US

THEATINUS CONSECRAVIT TEMPLUM HOC EIUSQ.

ALTARE MAIUS IN HO.OR.E S. ANTONII

DE PADUA ET CONCESSIT OMNIB.

INTROEUNTIB. PRO QUALIBET VICE XL

DIES DE INDULGENTIA»

L'ILL.mo et R.mo MONSIGNOR MARSILIO

PETRUCCIO ARCIVESCOVO DI CHIETI

CONSACRÒ IN ONORE DI S. ANTONIO

DA PADOVA E CONCESSE A TUTTI

QUELLI CHE DEVOTAMENTE VI ENTRERANNO

PER OGNI VOLTA QUARANTA GIORNI DI INDULGENZA»

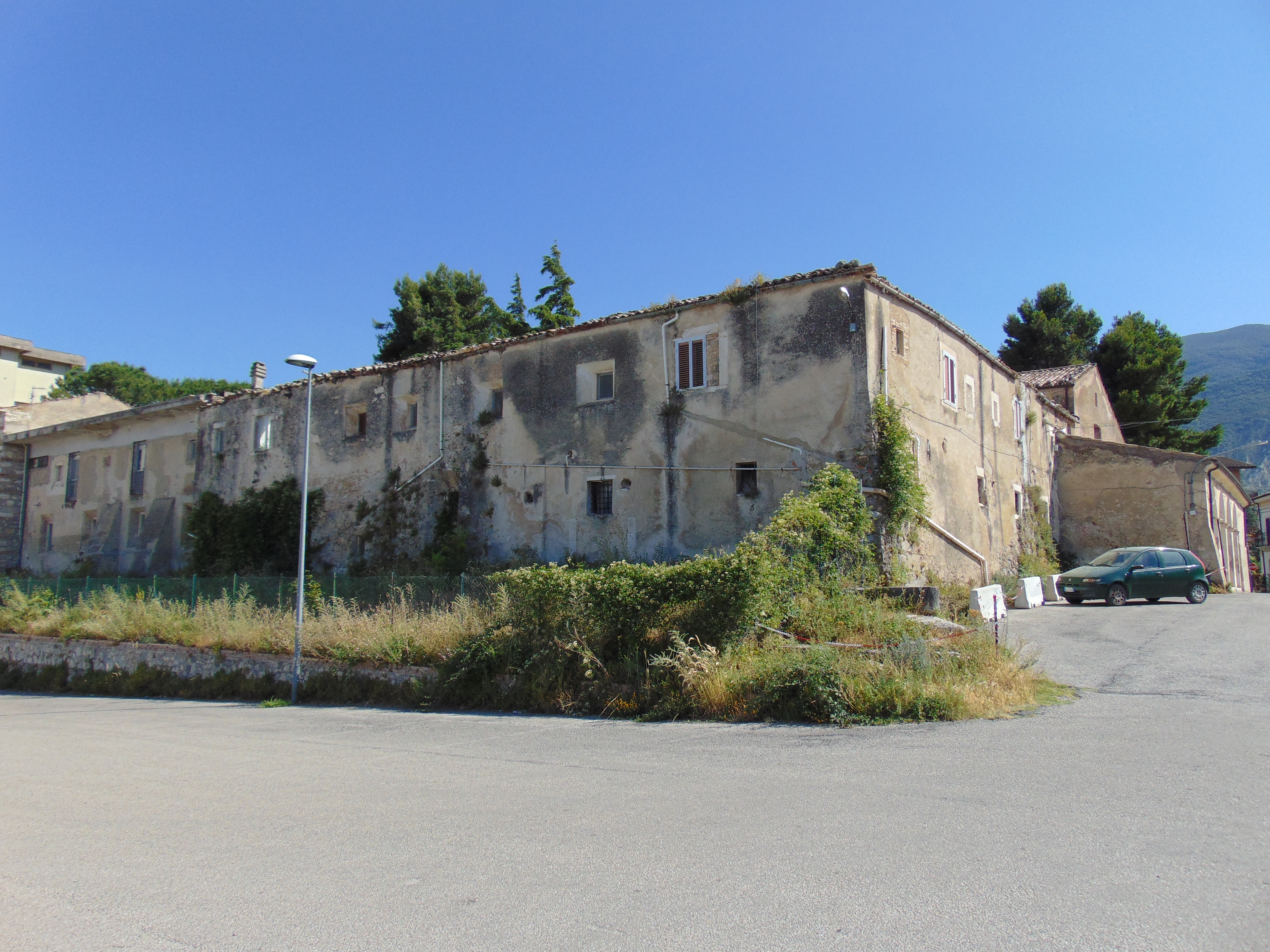
Convento dei cappuccini
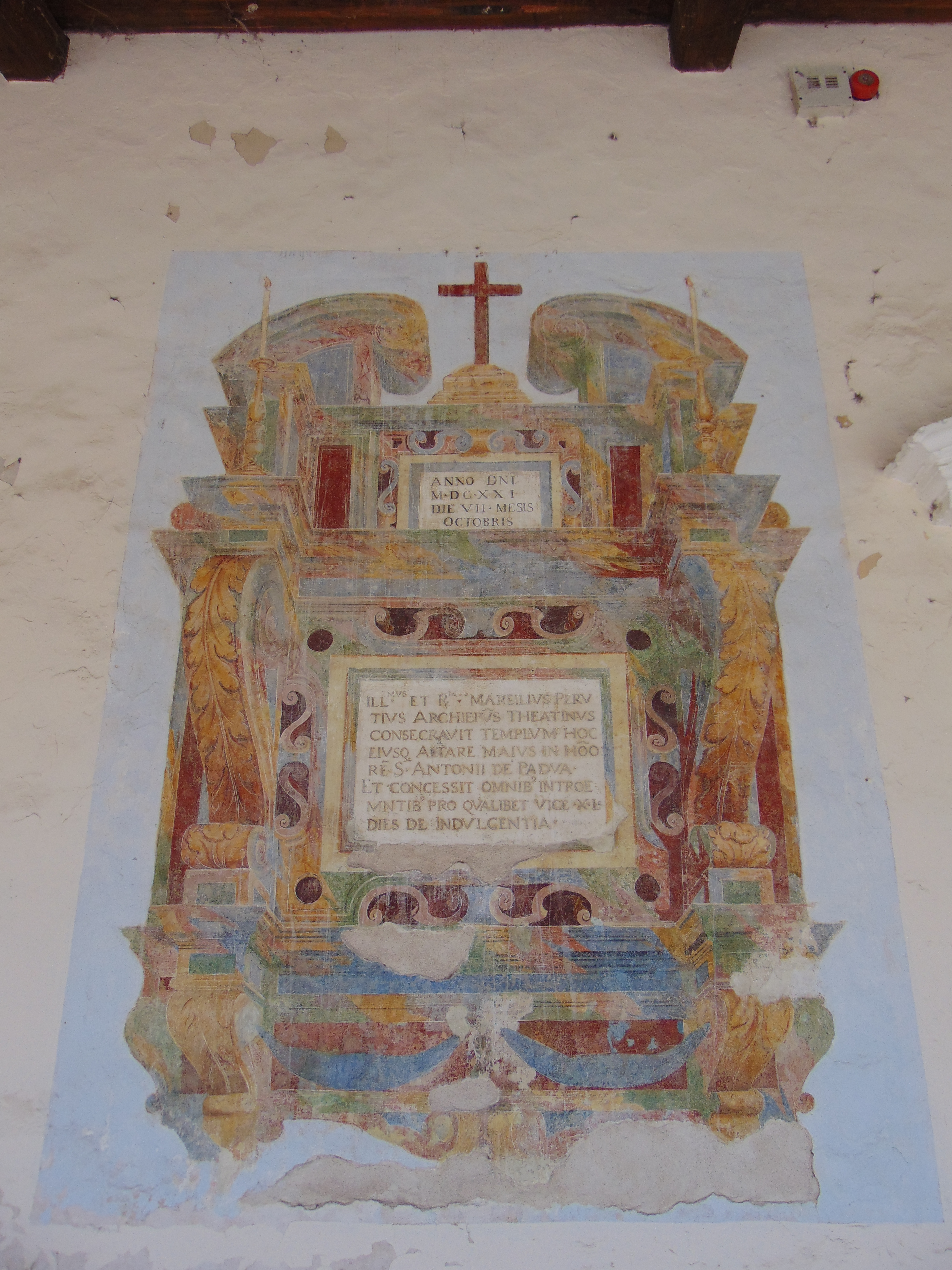
Affresco a sinistra del portale d'ingresso
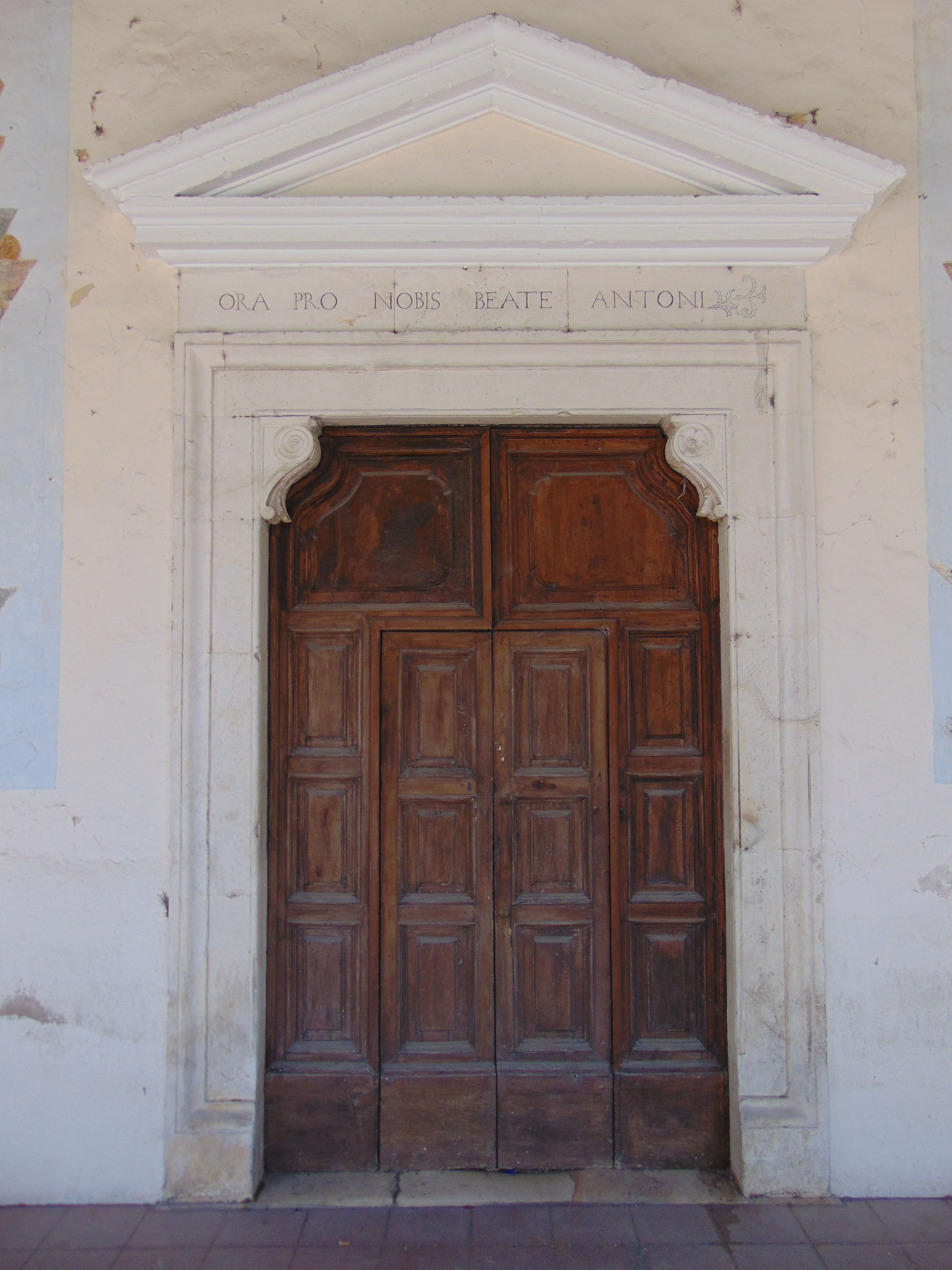
Portale d'ingresso
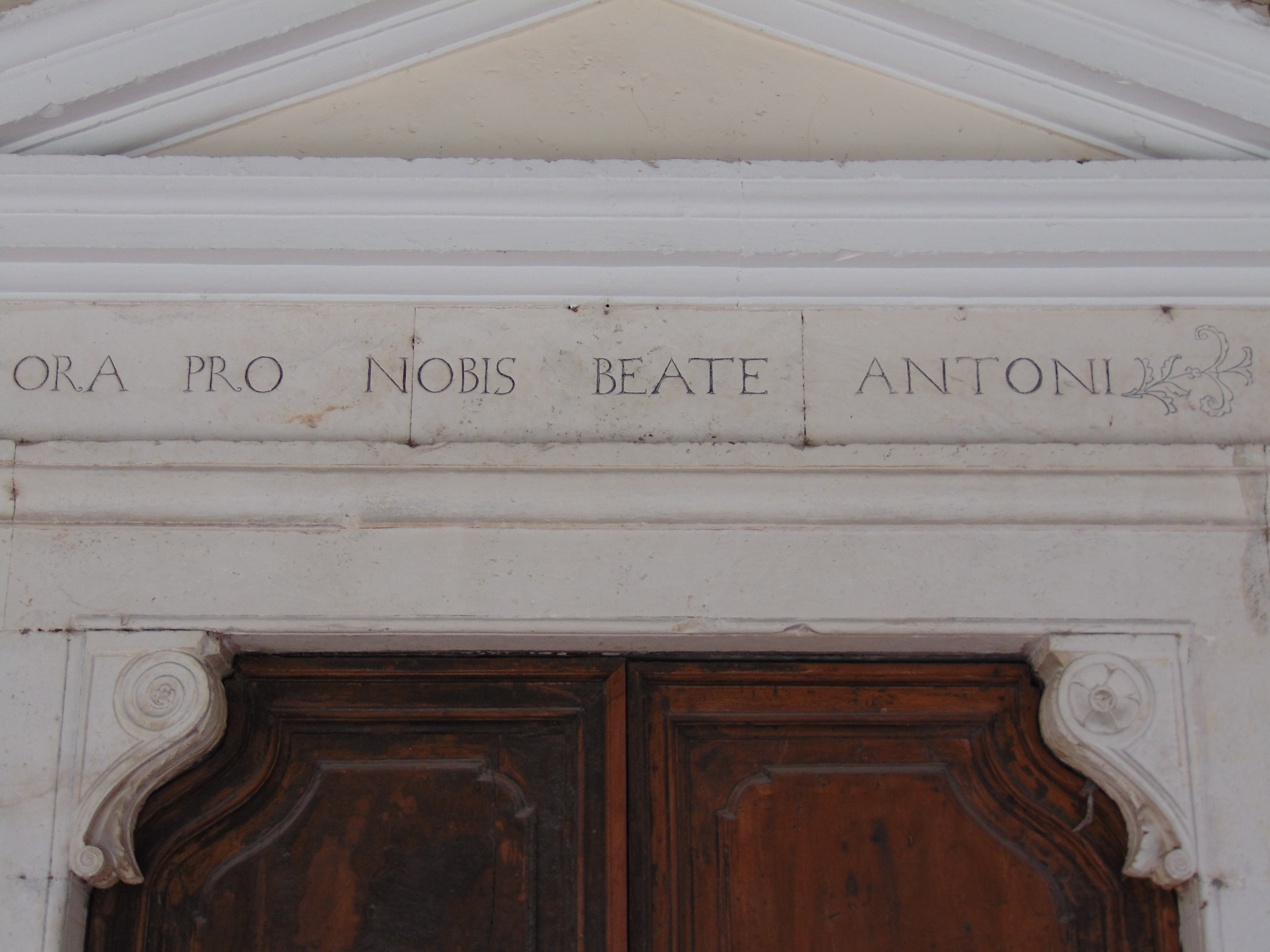
Architrave del portale d'ingresso
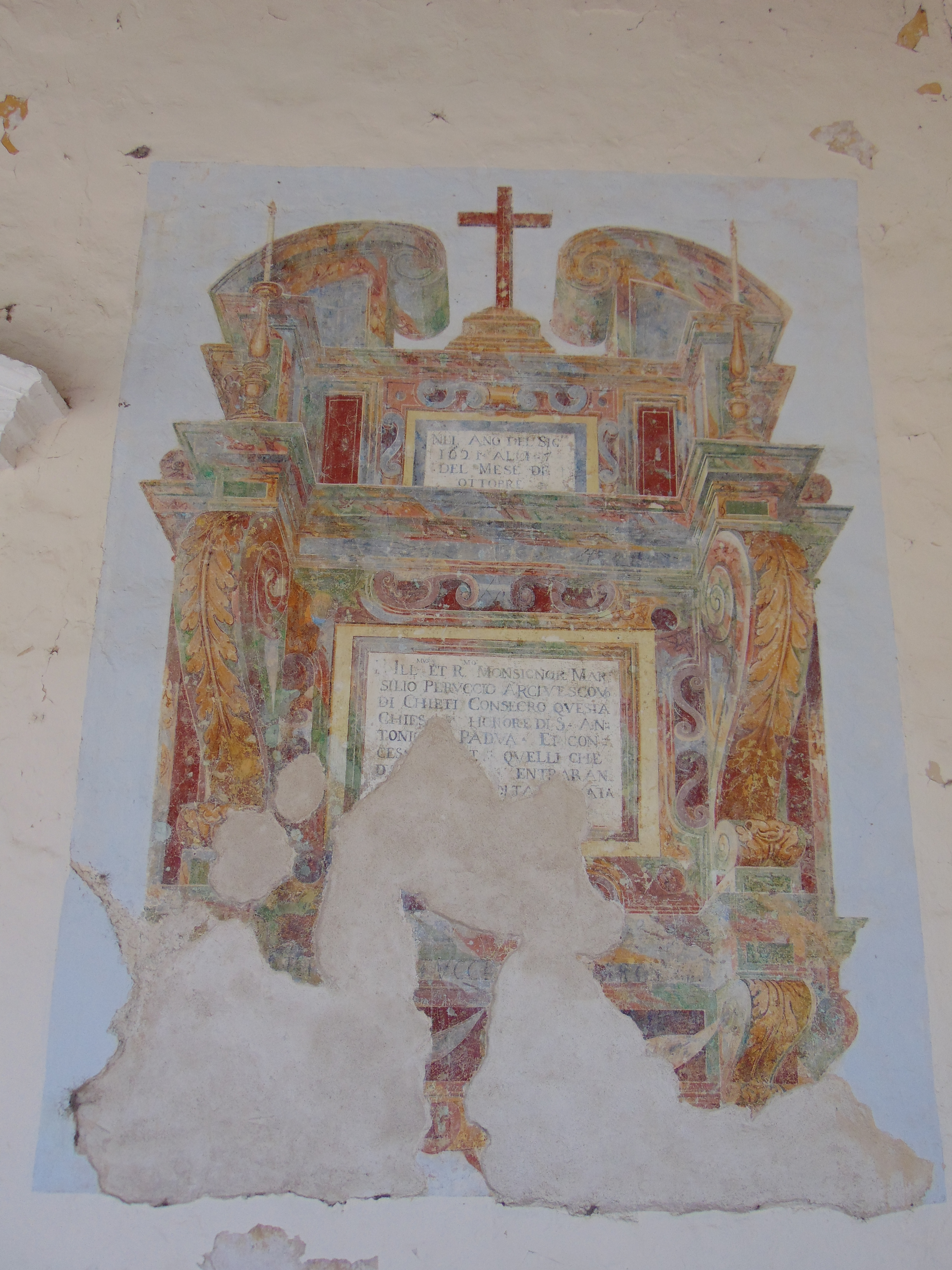
Affresco a destra del portale d'ingresso

#### Interno
La chiesa ha una navata con la facciata rivolta verso ovest, al suo interno vi sono due volte a crociera. A destra ci sono due cappelle, una dedicata a Sant'Antonio da Padova mentre l'altra alla Madonna del Carmine.